# هنري دبليو. دول
هنري دبليو. دول هو سياسي أمريكي، (ولد في نيويورك في الولايات المتحدة 1870 – القرن 20 م). نشط حزبياً في الحزب الديمقراطي. وقد انتخب عضو جمعية ولاية نيويورك ‏ وانتخب عضو مجلس ولاية نيويورك ‏.